# Kawasaki KH-4
Kawasaki KH-4 là một máy bay trực thăng đa nhiệm hạng nhẹ sản xuất ở Nhật Bản vào thập niên 1960 phát triển từ máy bay Bell 47 mà Kawasaki sản xuất với giấy phép kể từ năm 1952. Khác biệt dễ thấy nhất giữa KH-4 và máy bay tiền thân của nó là cabin mới và rộng hơn. Máy bay được bao bọc kín (mặc dù cửa bên có thể tháo rời) và có ghế ngồi cho ba hành khách đằng sau ghế phi công. Trực thăng này có một hệ thống điều khiển mới, thiết bị cải tiến và bình nhiên liệu lớn hơn.
Tổng cộng 211 máy bay KH-4 được chế tạo, bao gồm bốn chiếc được cải tiến từ Bell 47G sẵn có. Đa số máy bay được mua bởi khách hàng dân sự trong nước, mặc dù một vài chiếc được lực lượng quân sự Nhật Bản và Thái Lan đặt hàng.

## Các bên sử dụng
Nhật Bản
- Lực lượng Phòng vệ biển Nhật Bản[1]

 Thái Lan
- Không quân Thái Lan[2]

## Đặc tính kỹ thuật

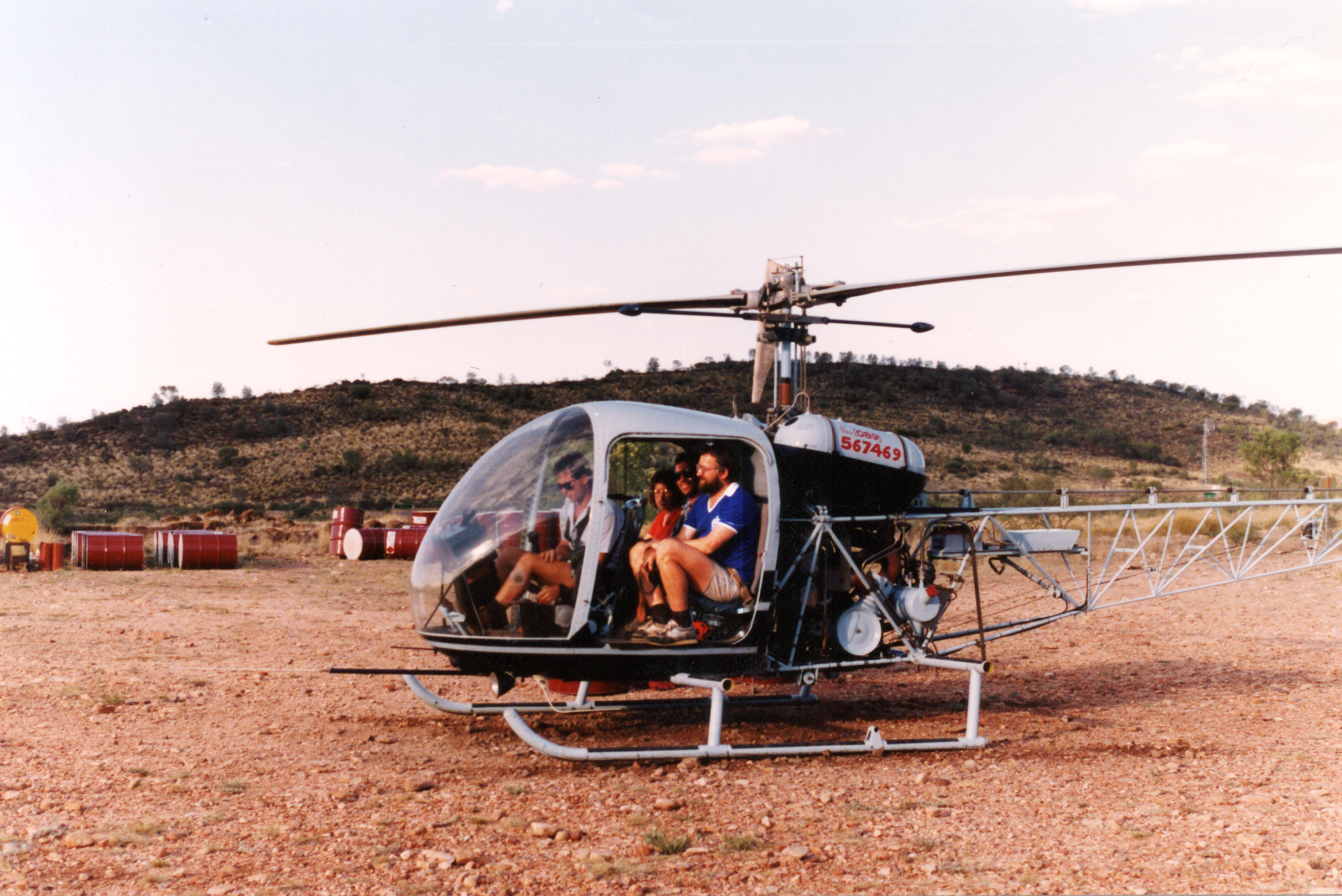
Cabin and engine, port side.

Dữ liệu lấy từ Jane's All The World's Aircraft 1966–67
Đặc điểm tổng quát
- Kíp lái: One pilot
- Sức chứa: 3 passengers
- Chiều dài: 9.93 m (32 ft 7¼ in)
- Đường kính rô-to chính:  11.32 m (37 ft 1½ in)
- Chiều cao: 2.84 m (9 ft 4 in)
- Diện tích rô-to chính: 100.6 m2 (1,083 ft2)
- Trọng lượng rỗng: 816 kg (1,800 lb)
- Trọng lượng có tải: 1,293 kg (2,850 lb)
- Powerplant: 1 × Lycoming TVO-435-B1A horizontally opposed six cylinder, 200 kW (270 hp) mỗi chiếc

Hiệu suất bay
- Vận tốc cực đại: 169 km/h (105 mph)
- Vận tốc hành trình: 140 km/h (87 mph)
- Tầm bay: 400 km (248 dặm)
- Thời gian bay: 4 giờ  6 phút
- Trần bay: 5,640 m (18,500 ft)
- Vận tốc lên cao: 4.3 m/s (850 ft/phút)